# لورينزو روتا
لورينزو روتا (بالإيطالية: Lorenzo Rota)‏ هو دراج إيطالي، ولد في 23 مايو 1995 في بيرغامو في إيطاليا.

## وصلات خارجية
- لورينزو روتا على موقع الاتحاد الدولي للدراجات (الإنجليزية)
- لورينزو روتا على موقع أرشيف الدراجات (الإنجليزية)
- لورينزو روتا على موقع إحصائيات الدراجات الإحترافية (الإنجليزية)
- لورينزو روتا على موقع نسبة الدراجات (الإنجليزية)